# 由岐城
由岐城（ゆきじょう）は、徳島県海部郡美波町にあった日本の城。

## 歴史
築城年代は不明。戦国期には由岐有興がいたことが知られる。
1575年（天正3年）に海部城が土佐国の長宗我部元親に攻め落とされると、まもなく降伏した。1582年（天正10年）に中富川の戦いが行われた際、由岐有興は討死したと言われる。